# Neamia xenica
Neamia xenica är en fiskart som beskrevs av John Fraser 2010. Neamia xenica ingår i släktet Neamia och familjen Apogonidae. Inga underarter finns listade i Catalogue of Life.